# Resta come sei
Resta come sei è il primo singolo estratto dal secondo album del cantante italiano Antonino Spadaccino, Nero indelebile. Il singolo, pubblicato dalla Sony Music, è entrato in rotazione radiofonica il 14 dicembre 2007 e reso disponibile su piattaforme digitali il 4 gennaio 2008.
Del brano è stato pubblicato anche un video musicale.

## Tracce
Download digitale
1. Resta come sei - 3:55